# 1740 en science
| Années de la science : 1737 - 1738 - 1739 - 1740 - 1741 - 1742 - 1743    |
| Décennies de la science : 1710 - 1720 - 1730 - 1740 - 1750 - 1760 - 1770 |

Cet article présente les faits marquants de l'année 1740 en science.

## Événements
- Benjamin Huntsman met au point à Sheffield la technique de fabrication de l'acier au creuset[1].

## Publications
- Louis Bertrand Castel : L'Optique des couleurs, Paris. Il remet en question la théorie des couleurs de la réfraction de la lumière blanche par les prismes de Newton.
- Émilie du Châtelet : Institutions de physique, Prault, Paris. Elle soutient l'argument selon lequel l'énergie d'un objet en mouvement est proportionnelle au carré de sa vitesse[2].
- Jean-Paul de Gua de Malves : Usages de l'analyse de Descartes pour découvrir, sans le secours du calcul différentiel, les propriétés, ou affections principales des lignes géométriques de tous les ordres, Paris, traité de géométrie analytique.

## Prix
- Médailles de la Royal Society
  - Médaille Copley : Alexander Stuart

## Naissances

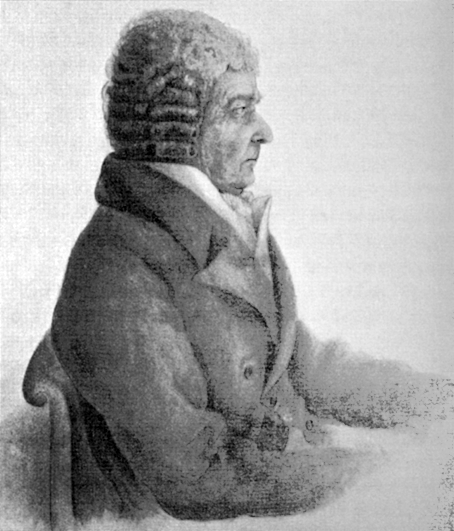
John Latham

- 17 février : Horace-Bénédict de Saussure (mort en 1799), naturaliste et géologue genevois.
- 7 mars : Balthazar Georges Sage (mort en 1824), chimiste et minéralogiste français.
- 21 mars : Francesco Luini (mort en 1792), mathématicien italien.
- 15 juin : Jacques Philippe Martin Cels (mort en 1806), botaniste français spécialisé en horticulture.
- 27 juin : John Latham (mort en 1837), naturaliste et écrivain britannique.
- 19 août : Jean-Marie Heurtault de Lammerville (mort en 1810), agronome et politicien français.
- 30 août : Nicolas-Antoine Nouet (mort en 1811), astronome français.
- 23 septembre : Jacques-André Mallet (mort en 1790), astronome genevois.
- 12 octobre : Thomas Bugge (mort en 1815), mathématicien, astronome et géographe danois.
- 24 décembre : Anders Lexell (mort en 1784), astronome et mathématicien suédois-russe.

- Vers 1740 :
  - Henry Cort (mort en 1800), maître de forges anglais, inventeur du puddlage.
  - Carl Friedrich Wenzel (mort en 1793), chimiste allemand.

## Décès
- 23 mars : Olof Rudbeck le Jeune (né en 1660), explorateur et naturaliste suédois.
- 22 juin : Jaume Salvador i Pedrol (né en 1649), botaniste et apothicaire espagnol.